# Benedek Jenő (festő, 1906–1987)

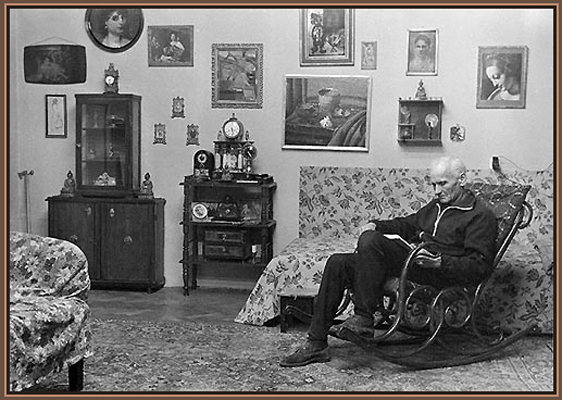
Idősebb Benedek Jenő otthonában, a budapesti Béla király úton, 1970 körül

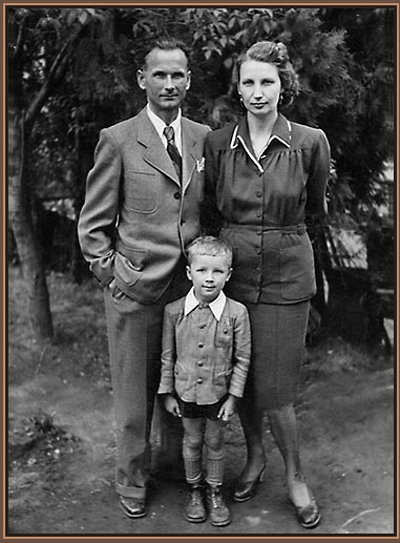
A Benedek-család 1941 körül.

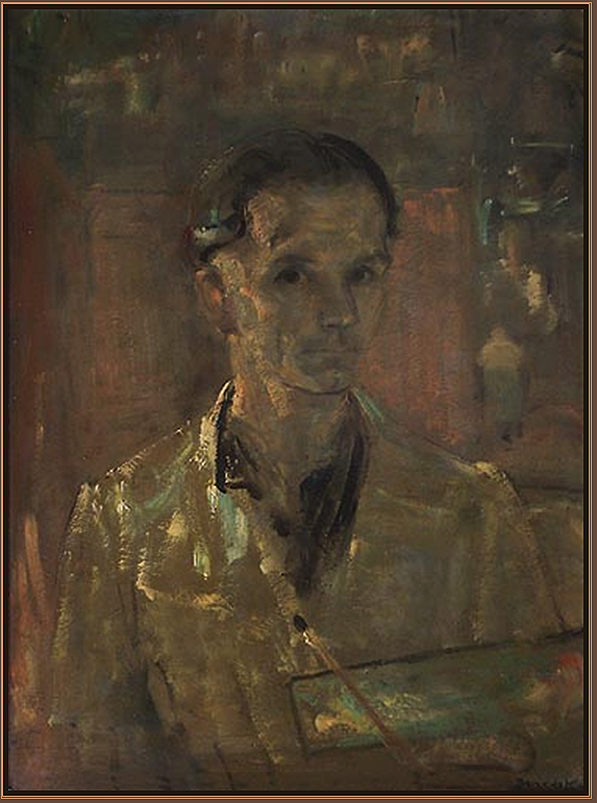
Önarckép, 1936, olaj, 76x56 cm

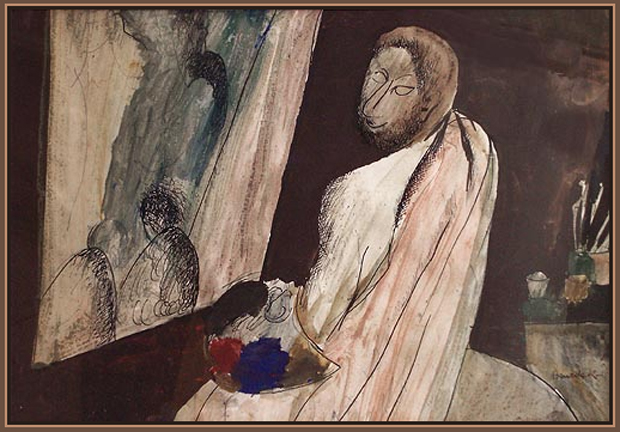
A festő, 1950, gouache, 30x42 cm

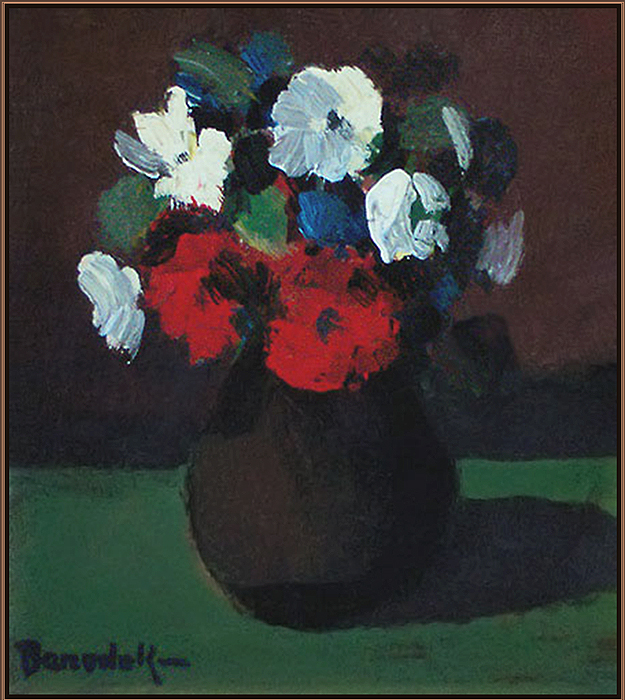
Virágok, 1959, olaj, 30x27 cm

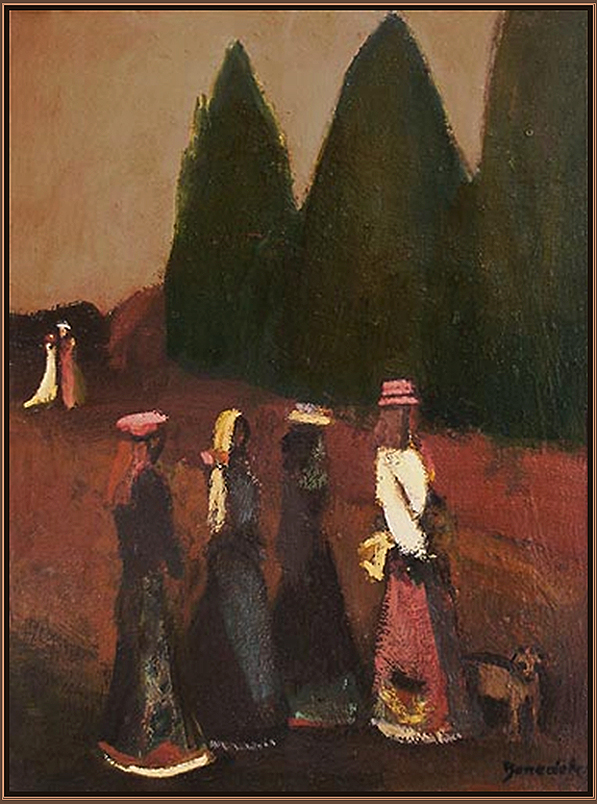
Esti séta, olaj, 1959, 80x60 cm

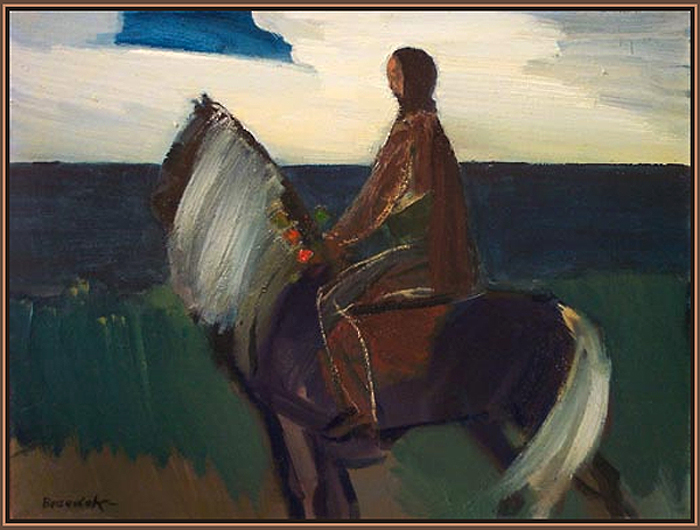
Lovas, 1968, olaj, 60x80 cm

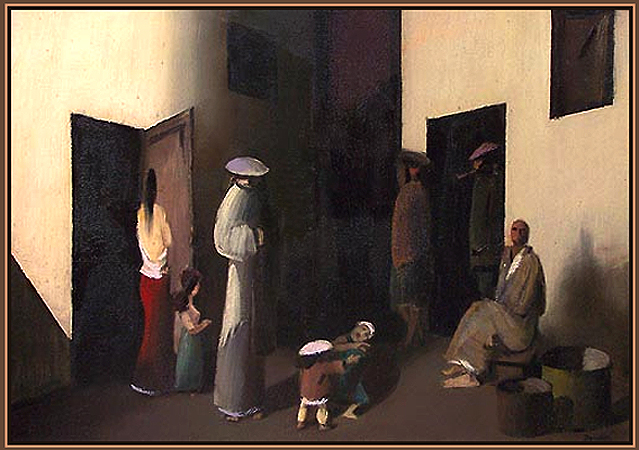
Idegen, 1982, 70x100 cm

Idősebb Benedek Jenő (Kecskemét, 1906. január 16. – Budapest, 1987. július 19.) magyar festőművész.
Fia, ifjabb Benedek Jenő festőművész.

## Pályafutása
Édesapja Benedek József lakatosmester, édesanyja Németh Julianna, testvérei: József, Jolán, Miklós, Károly, István, Margit, Elek, Árpád voltak. 1925-ben érettségizett a kecskeméti Főreáliskolában. Lakatos szakmát tanult, felszabadult lakatos segédként került kapcsolatba a festészettel. 1925-1926-ban a kecskeméti művésztelepen Révész Imre irányítása alatt kezdte tanulmányait. 1926-tól egy vas- és rézbútorgyárban dolgozott napi tizennégy órában. 1927-ben nyert felvételt a Képzőművészeti Főiskolába. Mesterétől, Benkhard Ágosttól a nagybányai iskola szellemiségét vette át. Az 1930-as években (megszakítva évfolyamát a főiskolán) több tanulmányutat tett, főként Olasz- és Németországban, ahol az expresszionizmus és az olasz metafizikus festészet hatott rá. Egy ideig Berlinben élt, festésből, rajzolásból tartotta fent magát, de a főiskola befejezéséért és rajztanári diplomája megszerzéséért hazatért. 1932-ben rajztanárként dolgozott Nagykőrösön, 1933-ban Sárbogárdon, majd 1935-1938-ig Tokajban és 1938-1942-ig Csongrádon.
Az 1930-as évek végén megnősült, feleségével, Andorkó Laurával 1939-ben egy gyermekük született, ifjabb Benedek Jenő.
Első fővárosi, egyéni bemutatkozó kiállításának megnyitója 1944. március 19-én volt az Ernst Múzeumban. A Farkas István és Petrovics Elek támogatásával berendezett bemutató nagy sikerű nyitánya nem folytatódhatott, ugyanis e napon történt Magyarország német megszállása. Később a kiállított képek nagy része  egy bombatalálat során megsemmisült, illetőleg több elveszett közülük.
1944-től 1953-ig a Szolnoki Művésztelepen élt, miután beválasztották a tagok közé. A művésztelep egyik jelentős egyéniségévé vált. Párhuzamosan rajzot is oktatott a szolnoki Verseghy Ferenc gimnáziumban (1947-től tagja volt a Verseghy Körnek), majd a rajztanári státus megszüntetése után egy szolnoki általános iskolában tanított.
Tagja volt az 1945-től 1949-ig létező Rippl-Rónai Társaságnak. 1952-ben Kossuth-díjjal tüntették ki, többek között Csáki-Maronyák Józseffel, Csók Istvánnal, Konecsni Györggyel, Lyka Károllyal, Kodály Zoltánnal együtt.
1953-ban Budapestre költözött és a budapesti Képző- és Iparművészeti Gimnázium művésztanára lett. Itt tanított 1966-ig, nyugdíjba vonulásáig. Nyaranta még néhány évig a szolnoki művésztelepen, majd később a Balatonnál, Fonyódligeten dolgozott.

## Egyéni kiállításai
- 1926 – Kecskemét
- 1944 – Ernst Múzeum, Budapest
- 1948 – Fényes Adolf Terem, Budapest
- 1948 – Tisza Szálló, Szolnok
- 1958 – Nemzeti Szalon, Budapest
- 1961 – Villamos és Kábelgyár Kultúrháza, Budapest
- 1972 – Képcsarnok, Zalaegerszeg
- 1977 – Csók Galéria, Budapest
- 1977 – Bács-Kiskun Megyei Művelődési Központ, Kecskemét
- 1978 – Ferenczy Terem, Pécs
- 1978 – Csongrád
- 1981 – Munkácsy Terem, Békéscsaba
- 1984 – Ernst Múzeum, Budapest
- 1984 – Csók Galéria, Budapest
- 1985 – Liszt Ferenc Művelődési Központ, Kecskemét
- 1987 – Csók Galéria, Budapest
- 2001 – Hyatt Galéria, Budapest
- 2002 – Vigadó Galéria, Budapest
- 2005 – Ráday Galéria, Budapest

## Válogatott, csoportos kiállításai
- 1944 – Ernst Múzeum, Budapest
- 1946 – Rippl-Rónai Képzőművészeti Társaság Kiállítása, Budapest
- 1947 – Kéve, Nemzeti Szalon, Budapest
- 1947 – Megyeháza, Szolnok
- 1947 – Vidéki művészek, Ernst Múzeum, Budapest
- 1948 – Magyar Valóság, Fővárosi Képtár, Budapest
- 1951 – A magyar katona a szabadságért, Fővárosi Képtár, Budapest
- 1953 – Párizs
- 1958 – Antwerpen
- 1965 – Helsinki
- 1971 – Aba Novák Terem, Szolnok
- 1972 – Szolnoki Művésztelep, Szolnoki Galéria, Szolnok
- 1972 – Medgyessy Terem, Debrecen
- 1972 – Egry József Terem, Nagykanizsa
- 1972 – Rudnay Terem, Eger
- 1972 – Vaszary Terem, Kaposvár
- 1973, 1974 – Csontváry Terem, Pécs
- 1975, 1977 – Festészet '77, Műcsarnok, Budapest
- 1979 – Frankfurt
- 1980 – Dési Huber Terem, Veszprém
- 1981 – Az ötvenes évek. A huszadik század magyar művészete, Csók Képtár, Székesfehérvár
- 1983 – Szeged
- 1984 – Eger
- 1984 – Szolnok
- 1992 – A Szolnoki Művésztelep története, Erdős Renée Ház, Budapest
- 1997 – Önarcképek, Bozsó Gyűjtemény, Kecskemét.
- 2008 – MODEM - Modern és Kortárs Művészeti Központ, Debrecen

1950-1953, 1959-1965, 1968 között rendszeresen részt vett az 1., 2., 3., 4., 7., 8., 9., 10., 11. Magyar Képzőművészeti kiállításon, Műcsarnok, Budapest

## Műveiből
Az 1930-as, 1940-es években egyszerűbb, figurális és tájképeket készített. A szocialista-realista tematikájú kompozíciói szigorú szakmai igényességgel készültek. Az 1960-as években újból eszköztárába vonta a neoklasszicista és expresszív elemeket. Élete utolsó korszakára realista tájképei mellett sokalakos szürrealista hangulatú festményei és tollrajzai jellemzőek.
- Alföldi táj
- Fonyódliget [halott link]
- Vöröshajú akt (1930-ban a Szinyei Társaság kiállításán kitüntető oklevéllel jutalmazták).
- Mit láttam a Szovjetunióban? (Munkácsy Mihály-díj)
- Rákosi Mátyás (életn. olaj, mellkép)
- Partizánok (A magyar katona a szabadságért című tárlatra)
- Berlini utca, 1931
- Viharos Balaton
- Önarckép, 1936, olaj
- Fonyódligeti ház
- Nyár
- Idegen, 1982, olaj

Művei a szolnoki Damjanich János Múzeumban, a Szolnoki Képtárban, a debreceni Déri Múzeumban, a Magyar Nemzeti Galériában, a Hadtörténeti Intézet és Múzeumban, a Tokaji Galériában és a Kecskeméti Képtárban is megtalálhatók.

## Díjai
- 1950 – Munkácsy Mihály-díj
- 1952 – Kossuth-díj
- 1984 – a Művészeti Alap Nívódíja
- 1986 – a Magyar Népköztársaság Csillagrendje

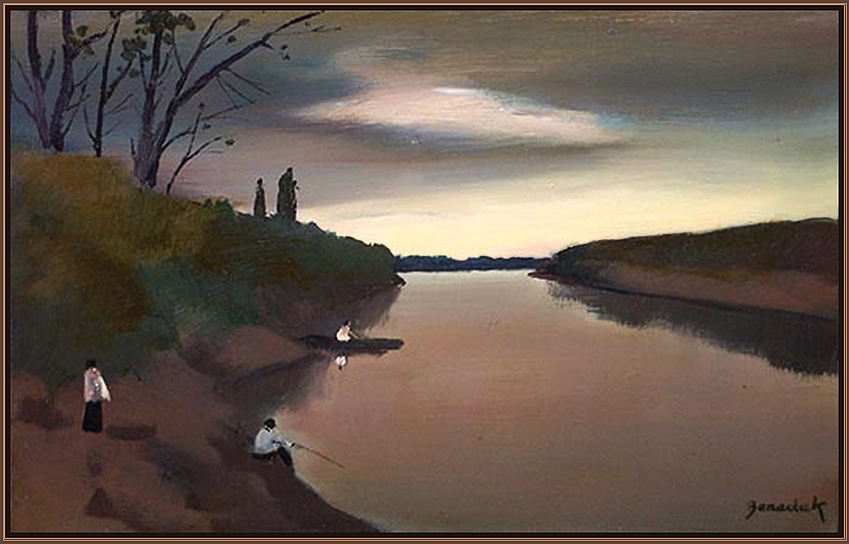
Tisza, kb. 1983, olaj, 40x60 cm

## Források

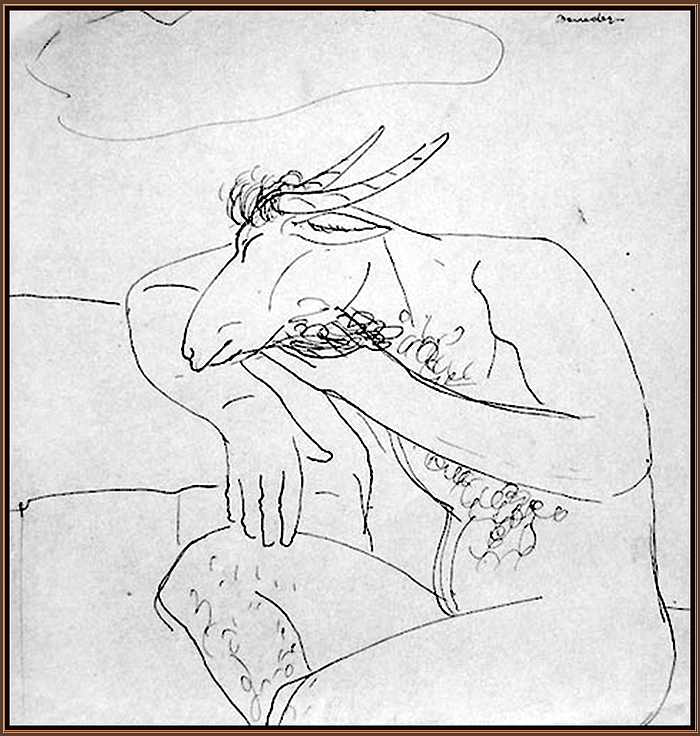
Álomban, tusrajz, kb. 1947, 25x24 cm
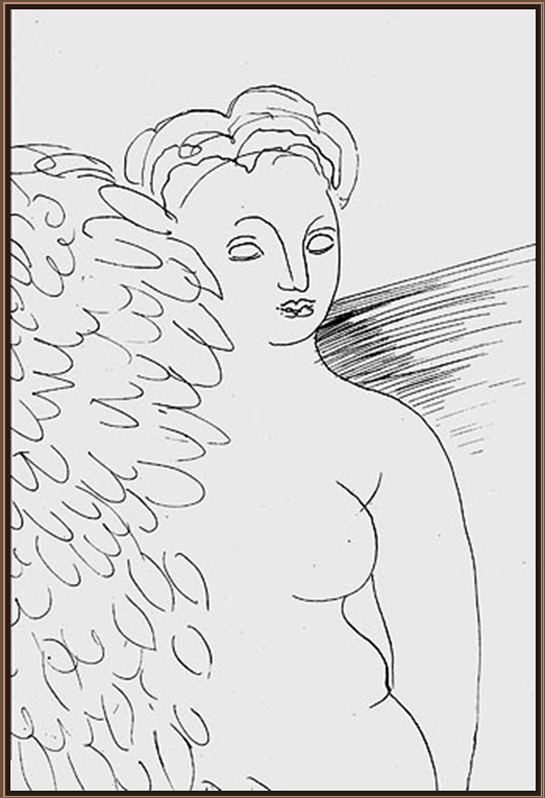
Fiatal lány, tusrajz, 1947, 30x20 cm
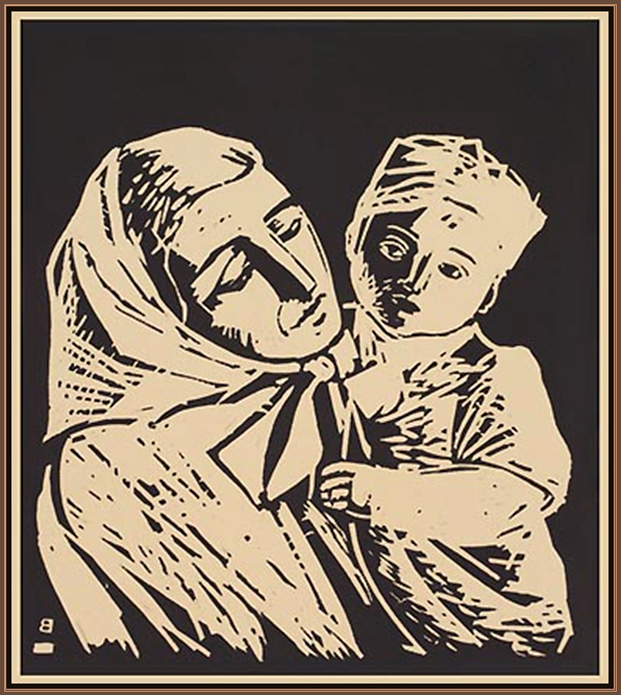
Anya, linóleum metszet, kb. 1949, 42x37 cm
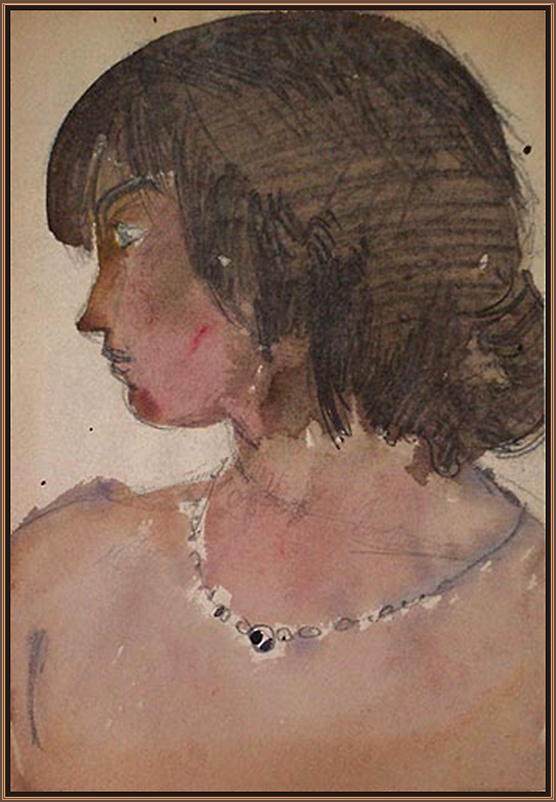
Leányfej, akvarell, 1957, 29x20 cm
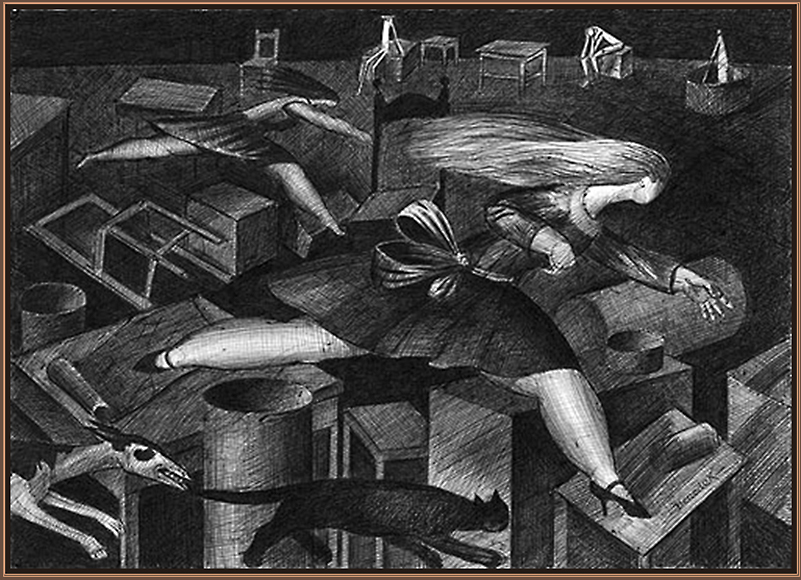
Menekülés, tusrajz, 1981, 30x43 cm
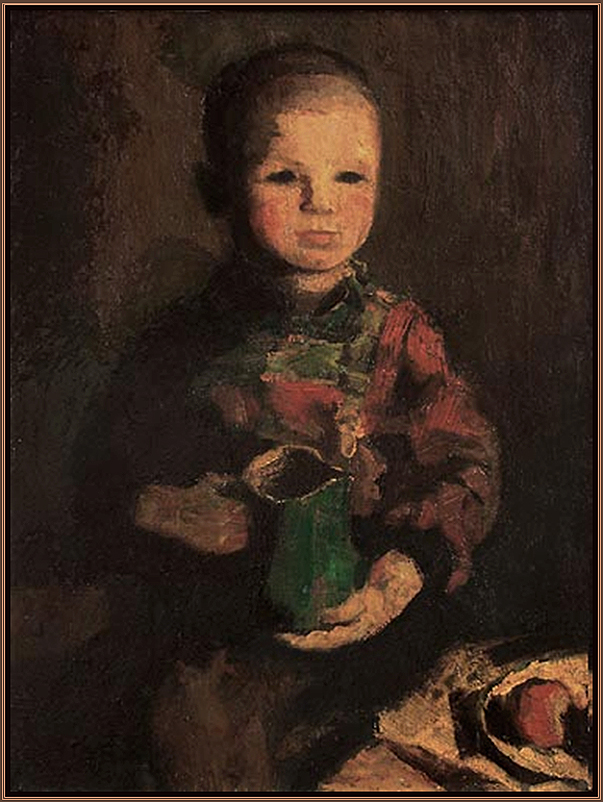
Jenőke olajfestmény, 1941, 73x54 cm
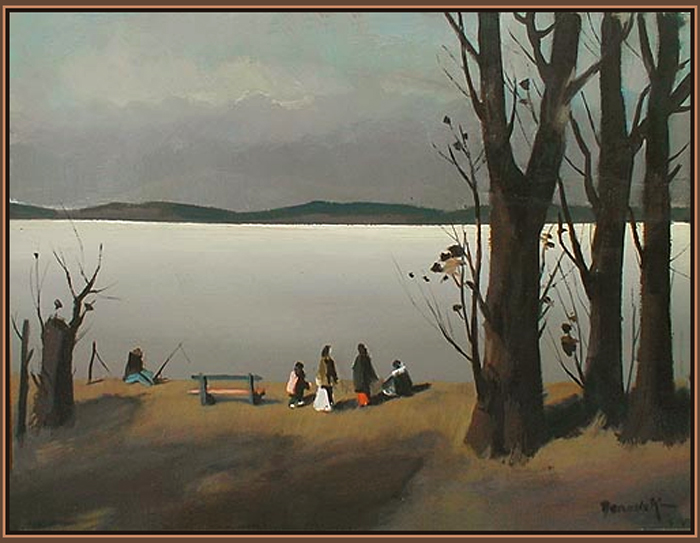
Vízparton, olajfestmény, kb. 1984/1986, 60x80 cm